# Merciless Death
Merciless Death est un groupe de thrash metal américain, originaire de Canyon Country, Santa Clarita, en Californie.

## Biographie
Le groupe est formé par Dan Holder et Andy Torres en mars 2003. Ils sont par la suite rejoints par Cesar et Mike Griego, mais ce dernier va rapidement quitter le groupe, sans qu'il ne soit par la suite remplacé par un autre musicien. Le nom de Merciless Death est une référence au titre Merciless Death du groupe de thrash metal américain Dark Angel. Il s'agit également d'une référence au nom du groupe de thrash metal Merciless Onslaught.
Une fois cette formation complétée, le trio commence à composer ses propres chansons, puis effectuent leurs premières prestations en live au début de l'année 2004, afin de promouvoir leur démo Annihilate the Masses qui sortira plus tard dans cette même année. Deux ans plus tard, Merciless Death publie son premier album studio, Evil in the Night, qui est, comme leur démo, auto produite. Cet album attire l'attention du label Heavy Artillery, avec qui le groupe signera un contrat. L'année suivante, le label ré-éditera leur album, qui contient une nouvelle pochette.
Un peu plus tard, des titres de ce groupe apparaissent dans la compilation Speed Kills... Again, où apparaissent également des titres des groupes Avenger of Blood, Enforcer, Hatred, Toxic Holocaust et Warbringer. En septembre et octobre 2007, le groupe part pour une tournée aux États-Unis, pour promouvoir leur album studio, qui est acclamé par la critique. En 2008, le groupe sort un deuxième album studio, intitulé Realm of Terror, qui est enregistré à la fin de 2007. Après des années de silence, le groupe annonce son retour officiel en 2014. Un nouvel album studio, intitulé Taken Beyond est publié en 2015.

## Style musical
Merciless Death joue un thrash metal classique et agressif des années 1980. Le style musical du groupe est comparable à celui de groupes comme Anthrax, Slayer, Evildead, Exodus et Forbidden.

## Membres

### Membres actuels
- Dan Holder - guitare (depuis 2003)
- Andy Torres - chant, basse (depuis 2003)
- Gio Loyola - batterie (depuis 2009)

### Anciens membres
- Cesar Torres - batterie (2003-2009)
- Mike Griego - guitare

## Discographie
- 2004 : Annihilate the Masses
- 2006 : Evil in the Night (réédité en 2007)
- 2007 : Speed Kills... Again (split)
- 2008 : Realm of Terror
- 2015 : Taken Beyond